# زبابة الفيل الصومالية
زبابة الفيل الصومالية (الاسم العلمي: Elephantulus revoili) (بالإنجليزية: Somali elephant shrew or Somali sengi)‏ هي نوع من الثدييات تتبع جنس زبابة الفيل طويلة الأذن من فصيلة زبابات الفيل.